# (99944) 2710 P-L
(99944) 2710 P-L es un asteroide perteneciente al cinturón de asteroides, descubierto el 24 de septiembre de 1960 por Cornelis Johannes van Houten en conjunto a su esposa también astrónoma Ingrid van Houten-Groeneveld y el astrónomo Tom Gehrels desde el Observatorio del Monte Palomar, Estados Unidos.

## Designación y nombre
Designado provisionalmente como 2710 P-L.

## Características orbitales
2710 P-L está situado a una distancia media del Sol de 3,089 ua, pudiendo alejarse hasta 3,524 ua y acercarse hasta 2,653 ua. Su excentricidad es 0,140 y la inclinación orbital 9,071 grados. Emplea 1983,02 días en completar una órbita alrededor del Sol.

## Características físicas
La magnitud absoluta de 2710 P-L es 14,3.